# Монтгомері (округ, Пенсільванія)
Шаблон:StateAbbr_ 40°13′ пн. ш. 75°22′ зх. д. / 40.21° пн. ш. 75.37° зх. д.
Округ Монтгомері (англ. Montgomery County) — округ (графство) у штаті  Пенсільванія, США. Ідентифікатор округу 42091.

## Історія
Округ утворений 10 вересня 1784 року.

## Демографія
За даними перепису 
2000 року 
загальне населення округу становило 750097 осіб, зокрема міського населення було 724321, а сільського — 25776.
Серед мешканців округу чоловіків було 362554, а жінок — 387543. В окрузі було 286098 домогосподарств, 197640 родин, які мешкали в 297434 будинках.
Середній розмір родини становив 3,09.
Віковий розподіл населення поданий у таблиці:
| Стать    | До 15 років | 15-21 | 22-29 | 30-39 | 40-49 | 50-65 | 65-85 | Понад 85 |
| -------- | ----------- | ----- | ----- | ----- | ----- | ----- | ----- | -------- |
| Чоловіки | 77693       | 30244 | 34289 | 58475 | 59623 | 57018 | 41242 | 3970     |
| Жінки    | 73812       | 29963 | 34049 | 60120 | 61788 | 61226 | 55838 | 10747    |

## Суміжні округи
- Лігай — північ
- Бакс — північний схід
- Філадельфія — південний схід
- Делавер — південний захід
- Честер — захід
- Беркс — північний захід

## Виноски
1. ↑  Learn : The History of Montgomery County — Historical Society of Montgomery County, Pennsylvania.
2. ↑  https://www.montcopa.org/2825/History
3. ↑  U.S. Decennial Census. United States Census Bureau. Архів оригіналу за 26 квітня 2015. Процитовано 9 березня 2015.
4. ↑  Historical Census Browser. University of Virginia Library. Архів оригіналу за 11 серпня 2012. Процитовано 9 березня 2015.
5. ↑  Forstall, Richard L., ред. (24 березня 1995). Population of Counties by Decennial Census: 1900 to 1990. United States Census Bureau. Архів оригіналу за 20 березня 2015. Процитовано 9 березня 2015.
6. ↑  Census 2000 PHC-T-4. Ranking Tables for Counties: 1990 and 2000 (PDF). United States Census Bureau. 2 квітня 2001. Архів оригіналу (PDF) за 18 грудня 2014. Процитовано 9 березня 2015.
7. ↑  State & County QuickFacts. Бюро перепису населення США. Архів оригіналу за 18 червня 2018. Процитовано 17 червня 2018.(англ.) Наведено за англійською вікіпедією.
8. ↑  American FactFinder. Бюро перепису населення США. Архів оригіналу за 26 лютого 2012. Процитовано 31 січня 2008.

| США | Це незавершена стаття з географії США. Ви можете допомогти проєкту, виправивши або дописавши її. |